# Laure Sainclair
Laure Sainclair (Rennes, Ille y Vilaine; 24 de abril de 1972) es una actriz de cine, actriz pornográfica, modelo y cantante francesa retirada. Está considerada como la actriz de cine para adultos más popular en Francia durante la segunda mitad de la década de 1990. Su carrera se desarrolló principalmente entre 1995 y 1999. Fue la primera actriz en tener un contrato de exclusividad con Marc Dorcel.

## Biografía

### Carrera como actriz porno
Tras algún desnudo en revistas locales, Laure Sainclair se da a conocer en un festival erótico (Curiosa 95) celebrado en Rennes, su ciudad natal. Su actuación (un streaptease integral) le sirve para recibir numerosas ofertas para realizar cine X. Estas ofertas se materializan en las que serían sus tres primeras películas: Druuna s'offre à toi (1995), Bi Défi 4 (1995) y Maud s'offre à toi (1995). Sin embargo, la actriz queda muy decepcionada por sus primeras experiencias y decide no seguir rodando. Antes de irse de la farándula europea, protagonizo L'empreinte Du Vice (1999) donde hizo el rol de una esposa descuidada quien cae en la lujuria burdelera de su esposo promiscuo.
Todo cambia cuando en 1996 conoce a Marc Dorcel. Éste logra convencerla de seguir con su carrera ofreciéndole la profesionalidad y atención que no recibió en sus inicios. Firma así un contrato en exclusiva que le llevaría a rodar 16 películas para la productora francesa en la que sería dirigida por los mejores directores de la época: Christophe Clark, Michel Barny, Brad Armstrong, Alain Payet o el propio Marc Dorcel. La primera de ellas es le Désir dans la Peau (1996).
En 1997, la actriz hace su esperado debut norteamericano con Wicked Weapon (Sexe de feu, cœur de glace en la versión francesa). En la película comparte protagonismo con Jenna Jameson.
En febrero de 1998 y una vez concluido su contrato con Marc Dorcel, decide poner punto final a su intensa pero corta carrera.

### Carrera después del porno
Aprovechando la fama lograda con el porno intenta abrirse paso en el mundo de la música. Para ello saca el single Pourquoi tu pars (2000) versionando el tema Por qué te vas de Jeanette y más tarde Vous (2001), otra versión, esta vez del grupo inglés Spandau Ballet. En 2003 se anunció Besoin de toi, sin embargo, este tema, no vio la luz.
Laure Sainclair también ha intervenido en películas convencionales como Philosophale (2001) o Le temps du RMI (2002) ambas de Farid Fedger.

## Premios
- 1996: European X Award a la mejor actriz francesa.
- 1996: Hot d'Or a la mejor actriz europea.
- 1997: Hot d'Or a la mejor actriz europea.
- 1997: Erotica Sex Praha Award a la mejor actriz europea.
- 1998: Eroticon Warsaw Award a la mejor escena por Journal d'une infirmière.
- 1998: Hot d'Or a la mejor actriz europea.
- 1998: FICEB Award a la mejor actriz europea por Les nuits de la presidente.
- 1999: Hot d'Or de Honor.